# Талко (Тексас)
Талко (енгл. Talco) град је у америчкој савезној држави Тексас. По попису становништва из 2010. у њему је живело 516 становника.

## Демографија
Према попису становништва из 2010. у граду је живело 516 становника, што је 54 (9,5%) становника мање него 2000. године.
| Група             | 2000.       | 2010.       |
| Белци             | 420 (73,7%) | 327 (63,4%) |
| Афроамериканци    | 73 (12,8%)  | 68 (13,2%)  |
| Азијати           | 0 (0,0%)    | 4 (0,8%)    |
| Хиспаноамериканци | 75 (13,2%)  | 100 (19,4%) |
| Укупно            | 570         | 516         |